# کد اصول اخلاق پزشکی

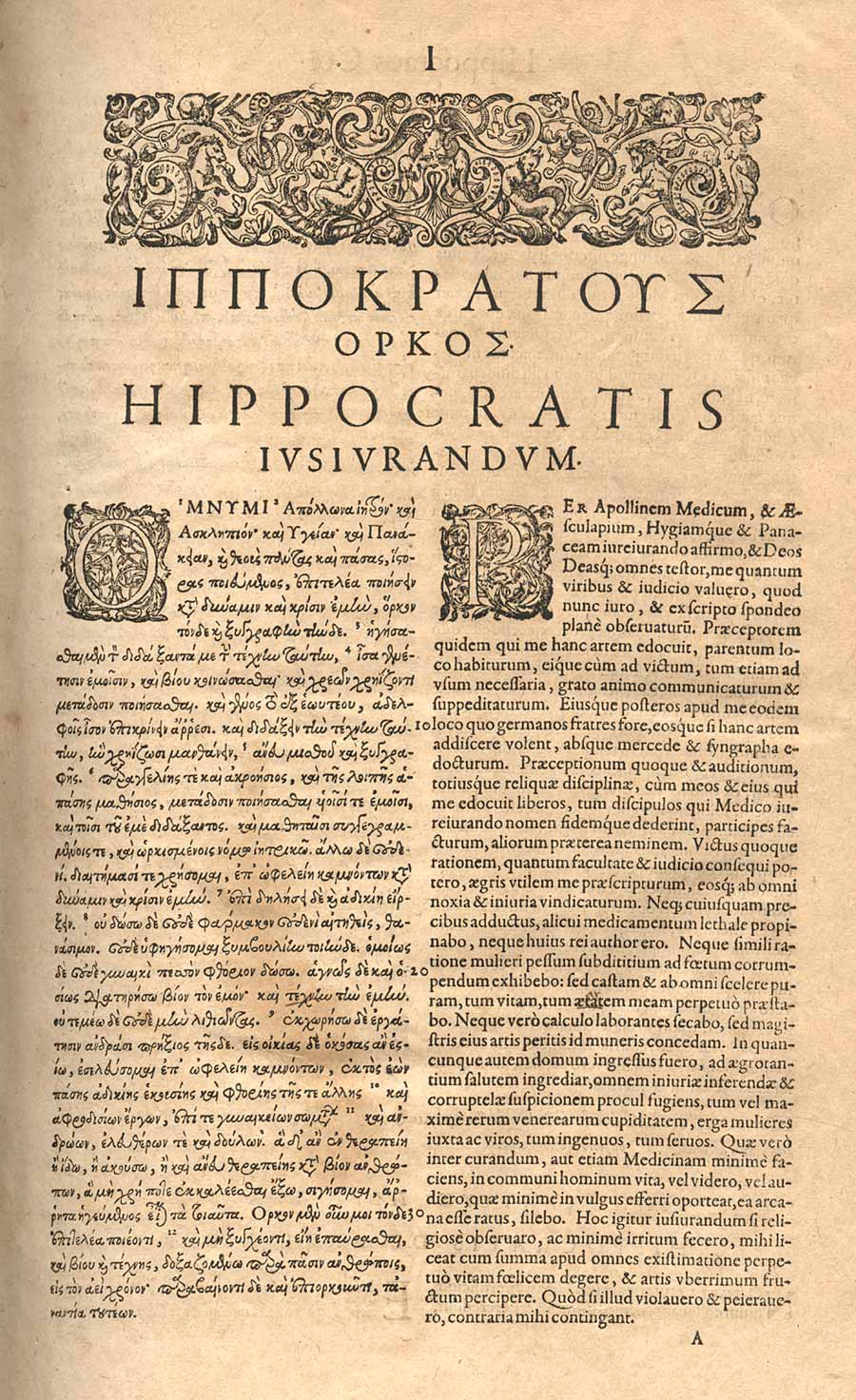
سوگند بقراط به یونانی و لاتین در فرانکفورت در سال 1595 در Apud Andreae Wecheli heredes توسط کلودیوس مارنیوم و ایوان منتشر شد.

کدهای اخلاق پزشکی اصول اخلاقی پزشکی – در کشور لهستان سندیست که قوانین رفتاری پزشکان و دندانپزشکان و داروسازان را تعیین می‌کند، اولویت‌های کار و فعالیت حرفه‌ای آنها را تعریف و مشخص می‌کند و اصولی را در ارتباط با بیماران، دیگر پزشکان و بقیه جامعه نشان می‌دهد.
بزرگترین  الزام برای پزشک رفاه و آسایش بیمار است.
پزشک باید با دقت نظر و ملاحظه کافی با بیمار ارتباط برقرار کند، به‌شان و مقام فردی او احترام بگذارد  و حق همدلی و حفظ محرمانگی را در نظر داشته باشد.
پزشک باید همه اقدامات تشخیصی، درمانی و پیشگیرانه را با دقت و درستی انجام دهد و وقت لازم و ضروری را برای بیمار به خرج دهد.
پزشک وظیفه دارد قانون محرمانه بودن اطلاعات را حفظ کند.
اطلاعات به دست آمده در طول مدت فعالیت حرفه‌ای پزشک در مورد بیماران و سوابق آنها باید محرمانه باقی بماند.
این وظیفه هر پزشکی است که اطلاعات، دانش و مهارت حرفه‌ای خود را مداوم  به روزرسانی کند و آنرا توسعه دهد و همچنین آنها را با همکارانش به اشتراک بگذارد.